# Geraldia media
Geraldia media är en tvåvingeart som beskrevs av Barraclough 1992. Geraldia media ingår i släktet Geraldia och familjen parasitflugor. Inga underarter finns listade i Catalogue of Life.